# 아메리카나 백과사전

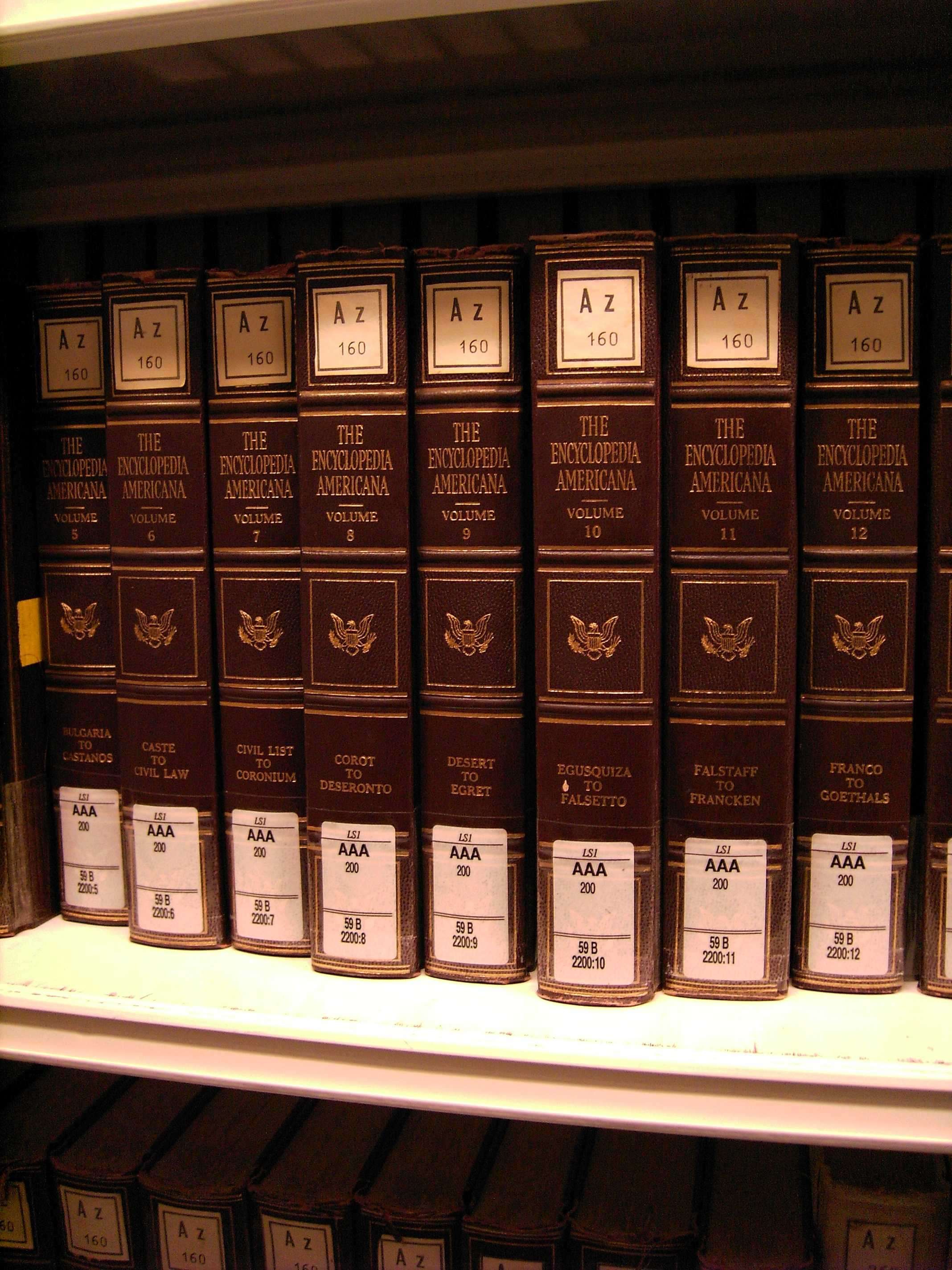
괴팅겐 니더작센 주립 겸 대학도서관에 있는 아메리카나 백과사전

아메리카나 백과사전(Encyclopedia Americana)는 미국에서 쓰여진 영어로 된 종합 백과사전 중 하나이다.
1829년부터 1833년까지 프랜시스 리버(Francis Lieber, 1800년 ~ 1872년)에 의해 처음 쓰여졌다. 45,000개 이상의 항목이 작성되어 있으며 전 30권으로 구성되어 있다. 현재는 온라인 백과사전 서비스를 제공하고 있다.